# 해피 땡스기빙
《해피 땡스기빙》(영어: Thanksgiving)은 2023년 개봉한 미국의 슬래셔 영화이다. 일라이 로스가 감독과 공동 원안을 맡았다.

## 출연진
- 패트릭 뎀프시 - 에릭 뉼런 보안관 역
- 넬 벌라크 - 제시카 라이트 역
- 애디슨 레이 - 개비 역
- 제일런 토머스 브룩스 - 보비 역
- 마일로 맨하임 - 라이언 역
- 타이 빅터 올슨 - 미치 콜린스 역
- 캐런 클리시 - 캐슬린 역
- 릭 호프먼 - 토머스 라이트 역
- 지나 거숀 - 어맨다 콜린스 역
- 린 그리핀 - 할머니 역
- 애덤 맥도널드 - 존 카버 역 (목소리)